# گیل آن هرد
گیل آن هرد (انگلیسی: Gale Anne Hurd؛ زادهٔ ۲۵ اکتبر ۱۹۵۵) یک تهیه‌کننده اهل ایالات متحده آمریکا است.